# Romainmôtier

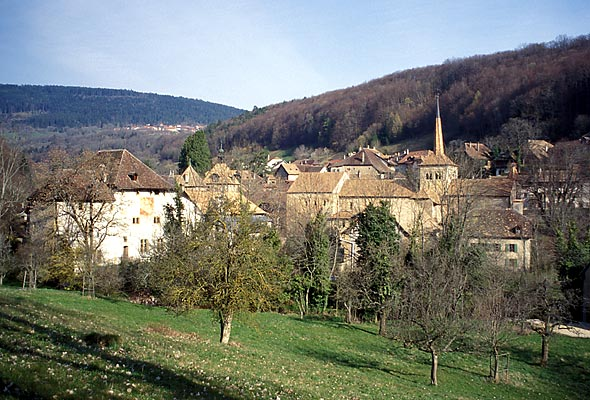
Romainm7tier

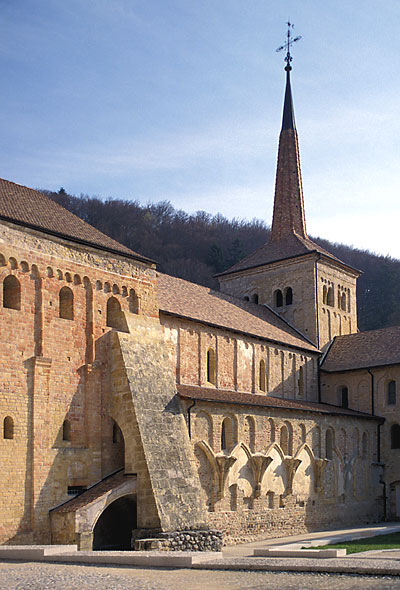
O Românico igreja em Romainm extraterritorial.

Romainmôtier é uma aldeia e antigo município no distrito de Orbe no cantão de Vaud, Suíça.
Em 1 de janeiro de 1970, a comuna de Romainmôtier foi fundida com a comuna vizinha de Envy para formar a nova comuna de Romainm7tier-Envy.

## História
O seu nome foi retirado do mosteiro que foi fundado por São Romano de Condat por volta de 450 D. C.